# Battaglia di Condino
La battaglia di Condino, del 16 luglio 1866, fu un episodio del teatro del Trentino della terza guerra d'indipendenza italiana, e consistette in un tentativo austriaco di alleggerire la pressione dei volontari di Giuseppe Garibaldi verso il forte di Ampola ed i forti di Lardaro, che sbarravano, rispettivamente, la via di Riva del Garda e Tione.

## Contesto
Allo scoppio della terza guerra di indipendenza, il 23 giugno 1866, ai volontari di Giuseppe Garibaldi, del Corpo Volontari Italiani, venne comandato di controllare il lungo fronte che divideva la Lombardia dall'Alto Adige e dal Trentino, principalmente attraverso tre vie di penetrazione: il Passo dello Stelvio, a nord, il Passo del Tonale, al centro, il lago d'Idro, a sud, dove lo stesso Garibaldi aveva compito di guidare il grosso dei volontari a penetrare verso Trento (battaglia di Bezzecca).

## L'avanzata garibaldina in Trentino
Fra il lago d'Idro e il lago di Garda, il confine passava poco a nord del primo, lungo il corso del Caffaro. Da lì, verso nord si estendono le valli Giudicarie che, lungo il corso del fiume Chiese ed attraverso Sarnico, consentivano di liberare il lato orientale del passo del Tonale, ovvero scendere su Trento. Fra i due laghi, d'altra parte, non esisteva altra strada percorribile con artiglierie e la sponda orientale del lago di Garda, d'altra parte, era tenuta dalle fortezze di Verona e dalla superiorità navale austriaca.
Già il 25 giugno Garibaldi aveva fatto occupare le posizioni di confine, ricevette dal generale La Marmora l'ordine di ritirarsi all'estremità sud-occidentale del lago, a coprire la ritirata italiana dopo la sconfitta alla battaglia di Custoza.

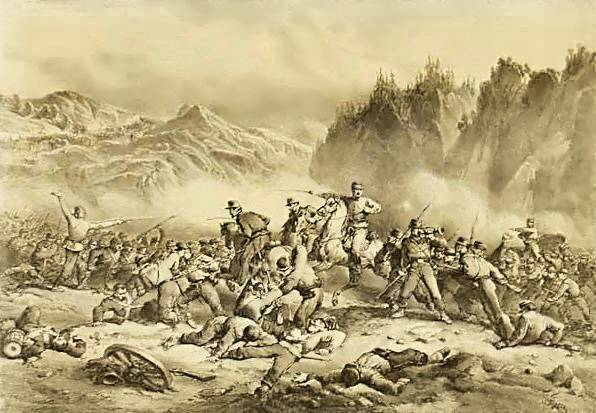
Camicie rosse in un episodio della battaglia di Condino.

Il 3 luglio Garibaldi era ripassato all'offensiva, conquistando prima la forte posizione con la Battaglia di Monte Suello (nei combattimenti lo stesso generale era stato ferito alla coscia e si muoveva in carrozza), poi i paesi della Valvestino e della valle del Chiese: (Lodrone, Darzo e Storo sino a Condino); mentre l'avanguardia garibaldina si installò a Cimego, col suo ponte sul Chiese, circa 20 km a nord del Caffaro.

## Le premesse della battaglia
La via era ora ostruita da due complessi fortificati austriaci: i cosiddetti forti di Lardaro, a nord lungo il fiume Chiese ed il Forte di Ampola, ad ovest subito sopra Storo verso la Val di Ledro.
La reazione austriaca appariva fiacca ma, in effetti, l'ottimo generale Franz Kuhn von Kuhnenfeld stava preparando una controffensiva aggirante da nord, da Lardaro lungo il Chiese, e da Sud, sul fianco destro garibaldino, da Bezzecca e la Val di Ledro, giù dal Forte di Ampola. Si trattava di impedire al Garibaldi di consolidare le posizioni o, perlomeno, di scompaginarne le file per ritardare l'avanzata.

## La battaglia: la ritirata da Cimego
Il 16 luglio la prima colonna austriaca del colonnello Bruno von Montluisant, procedendo per il fondovalle, si presentò davanti al ponte sul Chiese poco sopra Cimego, difeso dalla brigata garibaldina del Nicotera. Contestualmente reparti austriaci bersagliavano il ponte dalla montagna e dalla riva sinistra del Chiese, da cui avevano sloggiato le sentinelle italiane. Quando venne dato l'assalto al ponte la brigata garibaldina si trovava così in posizione assai svantaggiosa. 
Per la verità, gli effettivi a disposizione erano rilevanti, ma ripetuti attacchi non riuscirono ad allontanare il nemico dalla sponda sinistra del Chiese, mentre il fitto fuoco dalla montagna non consentiva di riorganizzare i reparti. I volontari ripiegarono, contando numerose perdite (il maggiore Agostino Lombardi) e prigionieri.
Sulla destra una seconda colonna austriaca guidata dal tenente colonnello Heribert Höffern von Saalfeld, sempre da Lardaro, risalì la montagna alle spalle di Cimego per raggiungere la retrostante val Giulis e prendere gli italiani alle spalle. Cosa che avvenne verso le 11: von Saalfeld sloggiò a colpi di artiglieria i volontari asserragliati a Castel Condino, sopra Cimego, e un altro reparto venne scacciato dalle sue posizioni sulla sella del monte giù fino alla val Giulis.
La brigata del Nicotera venne, quindi, fatta ripiegare sul paese subito a sud, Condino, dove venne raggiunta da rinforzi provenienti da Storo e da Darzo e dallo stesso Garibaldi che prese a riorganizzarla.

## La battaglia: la difesa di Storo
Intanto una terza colonna austriaca del maggiore Philipp Graf Grünne, proveniente da Bezzecca in Val di Ledro aveva raggiunto il Passo di Monte Giovo, da dove dominavano la vallata del Chiese, occupata dai garibaldini.
Preso posizione in prossimità della chiesetta di San Lorenzo, prese a cannoneggiare la strada da Storo verso Condino. Nel frattempo, un distaccamento, inerpicatosi sulla montagna detta Rocca Pagana, dalla quale si domina tutta la vallata, ne sloggiava le pattuglie italiane e batteva le vie di Storo e perfino il Quartier generale garibaldino.
Il momento era critico: Garibaldi, che aveva finalmente ripreso il comando delle operazioni, poté, dirigere il fuoco di batteria contro la colonna di San Lorenzo, mentre la grande superiorità numerica degli Italiani impedì alla terza colonna austriaca di portare un assalto.

## La battaglia: esito
L'azione di accerchiamento era fallita e gli austriaci non avevano forze sufficienti ad inseguire gli italiani giù per il Chiese. La strada per Trento contava ancora troppe posizioni forti e luoghi adatti alla battaglia perché gli austriaci gettassero una parte importante delle proprie forze in una singola battaglia.
A Condino e Storo, infine, Garibaldi poteva sempre contare su una grande superiorità numerica, in larga misura non ancora entrate in combattimento.
Il comandante del Trentino, generale von Kuhn, ordinò quindi alle tre colonne di riguadagnare le posizioni di partenza.
La durezza dello scontro è testimoniata dalla decisione della sanità di Brescia, il 17 luglio, di allestire nelle chiese di Anfo, Lavenone e Vestone ospedali militari. I feriti venivano trasferiti a Brescia, Salò, Odolo e Vobarno.

## Conseguenze
L'azione di aggiramento austriaca aveva reso chiaro il rischio di proseguire verso nord, lungo le valli Giudicarie, senza prima aver assicurato il fianco destro ed aver neutralizzato il forte di Ampola.
Garibaldi si apprestò, quindi, all'assedio del forte, iniziando un'avanzata che costrinse gli austriaci alla battaglia di Bezzecca.